# Caloplaca chlorina
Caloplaca chlorina (Flot.) H. Olivier ist eine Flechtenart aus der Familie der Teloschistaceae.

## Merkmale

### Makroskopische Merkmale
Caloplaca chlorina ist eine Krustenflechte, das heißt ihr Lager (Thallus) liegt eng auf der Unterlage auf.
Der Thallus ist dicklich, rissig areoliert, grau und ohne deutlichen Rand. Die Apothecien haben einen Durchmesser von 0,5 bis 1 mm. Die Apothecienscheibe ist orange bis braunorange.
Der Apothecienrand ist im jungen Stadium knospenförmig geschlossen, mit dunkelgrauem Rand. Im Alter brechen diese auf und bilden einen Apothecienrand, der die gleiche Farbe hat wie der Thallus.

### Mikroskopische Merkmale
Die Sporen sind hyalin, polar-2-zellig, 10–17 × 4–10 µm.

### Tüpfelreaktion
Der Thallus verfärbt sich beim Beträufeln mit Kalilauge nicht (K-) und die Apothecienscheibe verfärbt sich rot (K+).